# Adrian Kantrowitz
Adrian Kantrowitz (Nova Iorque, 4 de outubro de 1918 – Ann Arbor, 14 de novembro de 2008) foi um cirurgião cardíaco norte-americano que integrou a equipe que realizou a primeira tentativa de transplante de coração pediátrico no Centro Médico de Maimonides, no Brooklyn, Nova York, em 6 de dezembro de 1967. A criança viveu apenas seis horas. Em uma conferência de imprensa, Kantrowitz, enfatizou sua opinião de que a operação fora um fracasso.
Kantrowitz também inventou o balão intra-aórtico (BIA); um dispositivo de assistência ao ventrículo esquerdo (L-VAD), e uma protótipo de marcapasso implantável.

## Biografia
Kantrowitz nasceu em Nova Iorque em 4 de outubro de 1918. Sua mãe era uma figurinista e seu pai tinha uma clínica no Bronx. Adrian disse à sua mãe, aos três anos de idade, que queria ser médico. Ainda em sua infância, juntamente com seu irmão Arthur, construiu um eletrocardiógrafo de partes de rádios velhos.
Em 1981, Kantrowitz foi um dos fundadores do Concelho Cultural Mundial (WCC).

### Educação e serviço militar
Formou-se na Universidade de Nova York, em matemática, no ano de 1940. Fequentou a Faculdade de Medicina de Long Island (atual SUNY Dowstate Medical Center) e obteve seu diploma de médico, em 1943, como parte de um esforço para aumentar a disponibilidade de médicos durante a Segunda Guerra Mundial. Durante um estágio no Hospital Judeu do Brooklyn, desenvolveu um interesse por neurocirurgia, e publicou, em 1944, o artigo "A Method of Holding Galea Hemostats in Craniotomies", em que propôs um novo tipo de grampo para ser utilizado em craniotomias.
Trabalhou por dois anos como médico do batalhão do Corpo Médico do Exército dos Estados Unidos da América. Kantrowitz foi dispensado do Exército em 1946, com a patente de major.
Após o serviço militar, especializou-se em cirurgia cardíaca , devido a dificuldades em manter-se neurocirurgião. Em 1947, ele tornou-se residente cirúrgico auxiliar, no Hospital Mount Sinai , em Manhattan.

### Hospital Montefiore
Integrou a equipe cirúrgica do Hospital Montefiore, no Bronx, a partir de 1948 até 1955. Inicialmente, era residente cirúrgico auxiliar e patologias e tornou-se, posteriormente, residente cardiocirurgião chefe. Na Academia Médica de Nova Iorque, em 16 de outubro de 1951, exibiu as primeiras imagens do mundo filmadas no interior de um coração vivo, que mostrava a abertura e o fechamento da válvula mitral. Por meio de cobaias caninas e de outras espécies, Kantrowitz desenvolveu um coração esquerdo atificial, um protótipo de gerador de oxigênio para uso como um componente de uma máquina que exercesse os papéis do coração e dos pulmões. Criou também um tratamento para a doença arterial coronariana , que consistia no rearranjo de vasos sanguíneos cirurgicamente; e um dispositivo radiocontrolado que permitia que os indivíduos acometidos por paralisia esvaziassem sua bexigas.

### Maimonides Medical Center e protótipo do Dispositivo de Assistência ao Ventrículo Esquerdo (LVAD)
Em fevereiro de 1958, a uma máquina que exercia os papéis do coração e dos pulmões de Kantrowitz foi utilizado durante a cirurgia de coração aberto em um garoto de seis anos de idade, enquanto os cirurgiões reparavam um furo, de cerca de 25 mm de diâmetro, presente entre duas câmaras de seu coração desde seu nascimento. Em outubro de 1959, palestrou, juntamente com o colega William M. P. McKinnon, de modo a relatar um procedimento no qual parte do diafragma foi usada para criar ajudar a bombear o sangue de um cão, tendo mais de 25% da carga de bombeamento do coração. O "booster cardíaco" funcionava por meio da recepção de sinais enviados por um rádio transmissor, acionado pelo pulso do coração natural. Kantrowitz observou que o procedimento não estava pronto para ser realizada em seres humanos. Ruff, um "cachorro de ascendência desconhecida" foi homenageado pela New York Academy of Sciences, como "pesquisa canina do ano" por ter um "booster cardíaco" nele implantado dezoito meses antes, em um procedimento realizado por Kantrowitz.
No início da década de 1960, Kantrowitz desenvolveu um marca-passo artificial implantável, em conjunto com a General Electric. O primeiro foi implantado em maio de 1961. O dispositivo incluía um controle externo e podia ajustar o ritmo da taxa de 64 a 120 batimentos por minuto, para que o paciente a lidar com o estresse físico ou emocional.
Toda a década de 1960, colaborou com uma equipe que incluía o seu irmão, o engenheiro Arthur Kantrowitz, sobre o desenvolvimento de uma esquerda dispositivo de assistência ventricular. Prédio em seus experimentos com cães, ele realizou o mundo segundo permanente parcial coração mecânico de implantação em um ser humano, em 4 de fevereiro de 1966, a qual foi bem sucedido, embora o paciente morreu 24 horas após a cirurgia, como resultado de doença hepática preexistente. Seu segundo implante de um parcial mecânica coração em uma de 63 anos de idade da mulher, em 18 de maio de 1966, que durou 13 dias, até que o paciente morreu de um acidente vascular cerebral. Durante essas quase duas semanas após a cirurgia, a paciente estava melhorando, e foi capaz de sentar-se e comer bem. Esta cirurgia utilizado um valveless dispositivo desenvolvido com seu irmão Arthur em que a natural dos impulsos elétricos do coração do paciente controlado a ação da bomba.
Como parte de Kantrowitz de pesquisa para este projeto, ele propôs o transplante de coração entre pessoas incompatíveis no sistema ABO, que seria de três décadas antes de ser colocado em prática.

### Contexto mundial de transplante de coração
James Hardy tinha realizado a primeira tentativa de transplantar um coração a tentativa e a primeira coração e o primeiro xenoenxerto de coração, em 1964. Como não havia nenhuma norma de morte cerebral, Hardy havia adquirido quatro chimpanzés como potenciais doadores. Um comatoso, Boyd Rush, com a pressão baixa, tinha sido levado para o hospital muitos dias antes. Ao quando ele entrou em choque anafilático,foi levado para a cirurgia. Hardy consultou os colegas médicos em sua equipe e obteve três voto favoráveis e uma abstenção. Hardy e sua equipe, em seguida, prosseguiram com o transplante, usando o coração de um chimpanzé que bateu no peito de Rush entre 60 e 90 minutos. Rush morreu sem recuperar a consciência. O departamento de relações públicas do hospital relato o caso, sem divulgar que o doador não era humano. Ao participar da Sexta Conferência Internacional de Transplantes, semanas depois, Hardy foi tratado com desdém e abandonou a busca por um transplante cardíaco bem-sucedido.
| “ | O coração... as pessoas dizem que ele é o abrigo da alma, ou o órgão do amor. Eu sou ignorante quanto à alma; e quanto ao amor, há órgãos melhores para ele. Ele é apenas uma bomba, e nós podemos fabricar uma. | ” |
| — Adrian Kantrowitz, 18 de outubro de 1983. Nota: O termo "pump" foi traduzido como "bomba". Desse modo, a palavra, na citação, indica algo que bombeia, não aquilo que explode. | |   |

Kantrowitz, juntamente com o sul-africano Christiaan Barnard e os estadunidenses Norman Shumway e Richard Lower, preparou-se para realizar um potencial transplante cardíaco entre humanos, por meio do transplante entre 411 cães. 
Barnard realizou o primeiro transplante de coração entre humanos, ambos adultos, no dia 3 de dezembro de 1967, no Hospital Groote Schuur, na Cidade do Cabo, África do Sul.
Em todo o mundo, especialmente após a Barnard do Dec. 1967 transplante, havia mais de 100 transplantes foram realizados por diversos médicos durante 1968. no Entanto, apenas um terço desses pacientes viveram mais de três meses.

### Tentativa de transplante pediátrico
Em 6 de dezembro de 1967, em Maimonides Medical Center, Kantrowitz da equipe, incluindo Bjørnstad PG, Lindberg HL, Smevik B, Rian R, Sørland SJ e Tjønneland S, realizou a primeira tentativa de transplante cardíaco em crianças, bem como o primeiro ser transplante cardíaco, com doador e receptor humanos, nos Estados Unidos. O doador foi David McIntire Bashaw, um bebê anencefálico, com um cérebro "grosseiramente malformado" e que tinha um fraco reflexo de moro.
De acordo com Cada Segundo Conta, ambos os bebês tiveram suas temperaturas corporais esfriadas de 37 °C para 15 °C, momento em que os cirurgiões aguardaram o instante no qual o coração do doador pararia de bater.
O receptor de 19 dias de idade, Jamie Scudero, possuía atresia da válvula tricúspide e anomalia de Ebstein. Às 3:45 da manhã, o procedimento de resfriamento começou. Às 4:25 da manhã, o eletrocardiógrafo que apresentava os batimentos de David exibiu a interrupção da atividade cardíaca. Jordan Haller removeu o seu coração. Ele e Kantrowitz inseriram-no no peito de Jamie. Isso levou 40 minutos.
Jamie encontrava-se hipotérmico, de modo que a cirurgia não poderia tardar mais que uma hora. A equipe, então, elevou sua temperatura para 26,2 °C e ministraram um choque elétrico no coração e ele retomou seus batimentos. James viveu por pouco mais de seis horas, e, em seguida, seu coração parou de bater e não pode ser reiniciado.

## Vida pessoal
Kantrowitz casou-se com Jean Rosensaft em 25 de novembro de 1948. Jean foi administradora de dos laboratórios de pesquisa cirúrgica do Centro Médico Maimonides quando ele trabalhava lá. Em 1983, eles fundaram a L.VAD Technology, Inc., empresa especializada em pesquisa e desenvolvimento de equipamentos cardíacos, onde Kantrowitz era seu presidente e sua esposa a vice-presidente.
Kantrowitz morreu em 14 de novembro de 2008, aos 90 anos, em Ann Arbor, no Michigan, devido a uma insuficiência cardíaca.